# 冥界 (希臘神話)
冥界，在希臘神話中，是人類在死後的靈魂所去的另一個世界，在冥界生活的神和靈魂統稱克托尼俄斯。类似于中國民間信仰中的陰間，此处也是古希臘人原有的來世觀的信仰內涵。當人的生命結束後靈魂會脫離軀體，但依然採取著生前的模樣，並且被送到通往至冥府的入口。
關於冥府的描述是祂位在大洋的邊界或者是地底下的最深處或者是大地的盡頭。它與奧林匹斯山的光輝明亮相對照之下這裡是被認定為幽闇之處，並且是亡者國度，那裡是與神之國度相對應的世界。冥府對於活著的人而言是無形與看不見的空間，並且祂是獨自為死者所設立的。
冥王哈迪斯被古希臘人認為是與冥界關係最為密切的神祇，儘管在奧林帕斯眾神興起之前冥界就已經存在著；但是根據《希臘神話》所述：當克洛諾斯的子女們（奧林帕斯眾神）起來反抗祂以及其他的泰坦時，眾神在經過了激烈泰坦之戰後，宇宙權力便重新劃分，宙斯轄管天界與大地；波塞冬轄管世界所有的水域、海洋；哈帝斯被分配到轄管冥界、來世，所以英文語境裡常常可以發現到Underworld（冥界），這一個事實承認了哈帝斯在冥界的權力與重要性是無可取代的。

## 宗教信仰

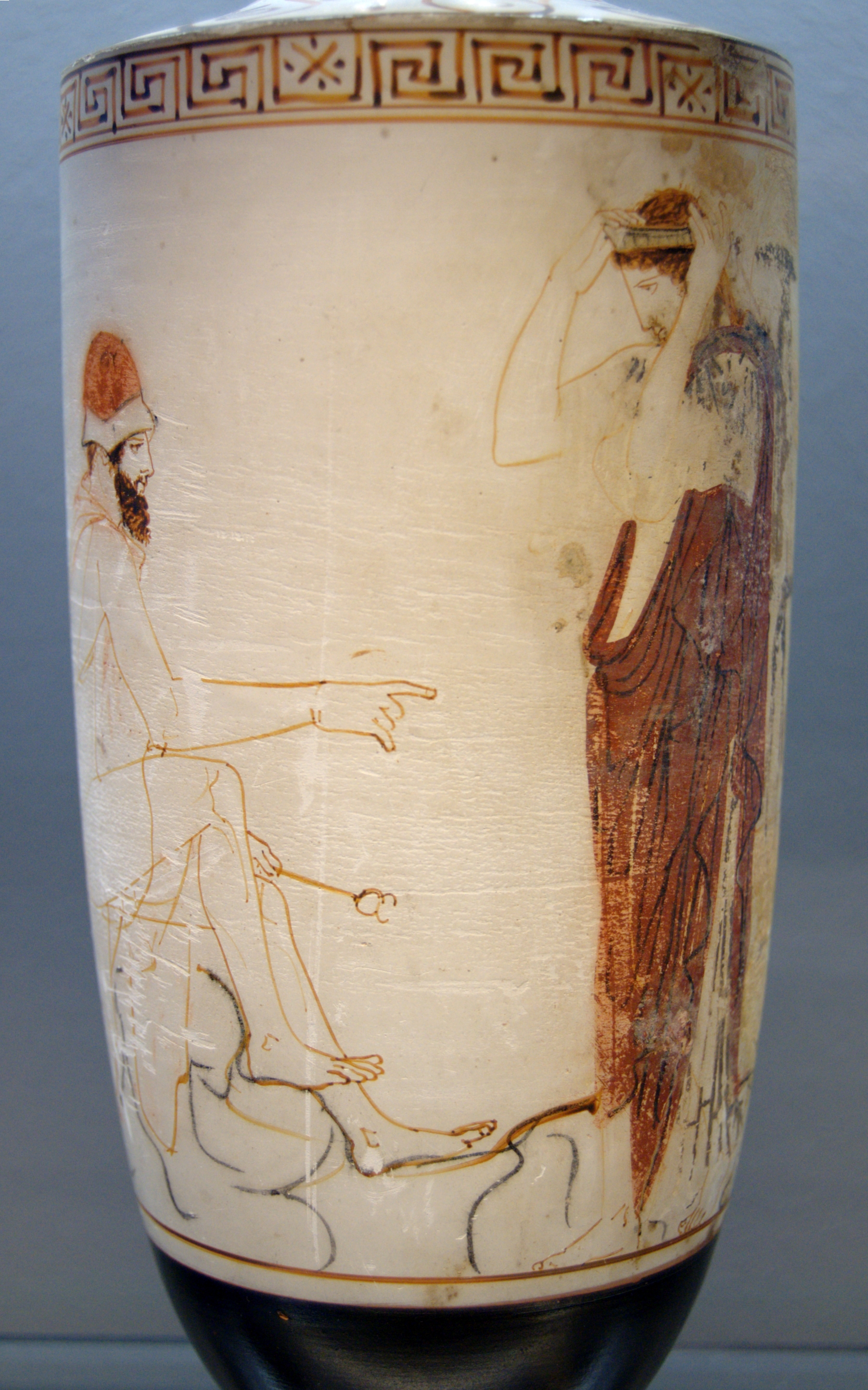
赫耳墨斯Psykhopompos坐在石頭上，准备引領亡靈通往冥界。阿提卡白底彩繪橄欖油瓶，約西元前450年，德國巴伐利亞州慕尼黑州立文物博物館（2797）。

古希臘相信人死後的亡靈會通往冥界（或陰間）。通常而論，除非在正式且合乎體統的葬禮儀式完成之後，否則亡者的靈魂絕不會抵達冥界，便因此會作為幽靈般常常在陽間縈繞飄盪著。冥界有各種不同的景象，並且會隨著時間的推移冥界觀點也跟著改變。另一方面，古希臘的墓葬揭示出當時人們的生活以及他們相信在他們死後其自身的靈魂會引渡到冥界的相關信息。

### 冥界旅程
希臘人相信在人死後，靈魂會經歷一個旅程而來到一個稱為冥府的地方。他們相信亡靈在這過程所發生的如下情況：
一、首先，死亡之神塔納托斯將會降臨，祂會從死者的頭上剪下一綹頭髮，作為該死者已死之憑證。
二、然後，眾神使者赫耳墨斯，祂會引渡亡靈進入斯堤克斯河。
三、如果該死者有過正式葬禮，冥界擺渡者卡戎將會運載亡靈渡河。
四、到達河岸邊之後，亡靈將遇到地獄三頭犬刻耳柏洛斯，牠是負責冥界的守衛。牠的工作是阻止亡靈離開陰間並且返回生人的世界去。
五、渡過河後，亡靈將會離開渡口並且步行到一個名為水仙平原之處，那裡的人忘記了他們前世生活的所有記憶。
六、然後在一個岔路口上，法官將決定靈魂往哪裡遣送：善良且道德正直的人將允許進入至福樂土（一個陽光永遠照耀，並且舒適的地方）；但在世為惡者則必須打入地獄（塔耳塔羅斯）接受嚴厲懲罰；而當冥府法官無法審定者，靈魂則被送往水仙平原。
在地獄中，只要是褻瀆神明者必遭受嚴重的懲罰。此處是一幽暗空間，設想其處在要遠遠低於大地的空間，好比從天界到大地般的距離。希臘神話中講述了人生命結束後，在地獄時的情形之故事：
一、薛西弗斯，他在地獄那裡頻頻的推著沉重的大石頭上山，而其石頭又從山陵上滾回原處，他必須不斷重複這些動作。
二、飢餓的坦塔洛斯，他處在接近佈滿美味食物的地方，但是永遠拿不到這些食物。

### 古希臘葬禮儀式
在古希臘時代的人一旦辭世，祂的遺體將會被清洗乾淨。其家屬會將一枚硬幣放置在死者他們的口中，這是要支付冥界擺渡者卡戎將亡靈在冥界不同處渡過冥河的船資。

## 地理形勢

### 冥河
此處主要有五條冥河。祂們是在真實世界與冥界之間（在希臘神話中）都是明顯可見的河流。祂們的名字的意思旨在表達著與死亡相關的情緒。
- 斯堤克斯河（Styx，意譯：怒河、守誓河）是廣泛的被認為是冥界最顯著的一條中心冥界之河並且也是所有冥河中廣為人所熟知的一條河流。祂被稱為仇恨河[6]以及名字因為斯堤克斯女神而來。據說此河圍繞冥界七次。[7]
- 阿刻戎河（Acheron，意譯：怨河、苦惱河）這是一條痛苦之河。根據歐里庇得斯所述，這條河有一位卡戎，或稱為擺渡者，於渡船上載著亡者穿越過斯堤克斯河進入冥府（Hades）。[8]
- 勒忒河（Lethe，意譯：忘川、遺忘河）即為一條遺忘之河。他是與裡忒女神，或是忘卻遺忘女神有關的冥河。[9]
- 弗萊格桑河（Phlegethon，意譯：火河、火焰之河、熔岩之河）是一條充斥火焰河流。根據柏拉圖所述，這條河是引導向地獄的深淵。
- 克塞特斯河（Cocytus，意譯：悲河、悲嘆河）這是一條哀嚎的河流。

### 冥界入口

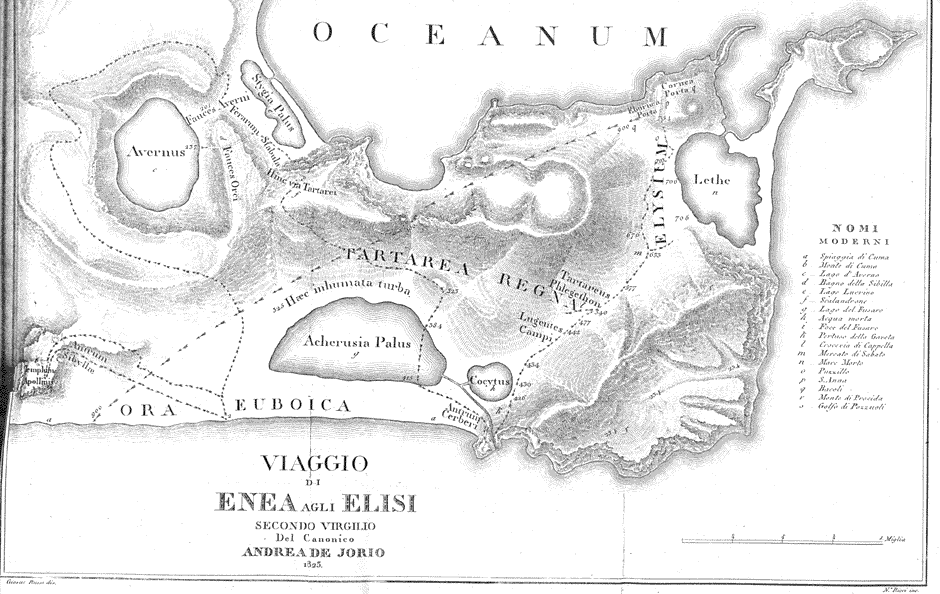
由安德烈·德·朱里奧（Andrea de Jorio）所繪製的冥界地圖。

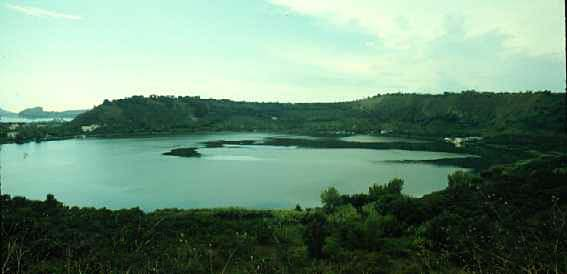
艾弗爾納斯湖（Lake Avernus），位在坎皮弗爾萊格瑞，對古人而言此處為地獄入口之一，生人勿近之處。

### 地獄（或音譯為塔耳塔羅斯）

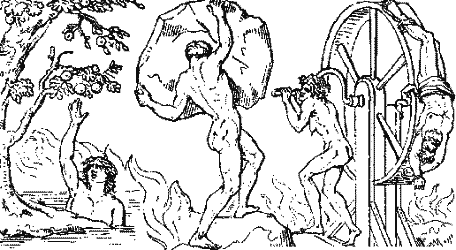
坦塔洛斯、薛西弗斯與伊克西翁在地獄的情形。

地獄即塔耳塔羅斯，是古希腊神话中的原始神之一，亦被描绘为一處幽幽的深淵，專門做為给邪惡之人折磨和痛苦的地牢以及提坦族的監獄。 此处不認為是直接屬於冥界的一部份，祂是被描述位於由天界至塵世到冥界以降的遙遠下方之處。此處相當黑暗無光，是個無窮的折磨空間；古希臘關於地獄是如同潮濕且陰鬱愁苦的坑洞，周圍有青銅的牆垣圍繞著，並且在遠處還有三層黑夜所籠罩。那裡主要是以在塵世間違犯宗教上與道德上罪愆的極惡之人必須在此因他們在生前的所做所為接受懲治，尤其是褻瀆神明的罪人必到地獄受懲。
根據詩人赫西俄德的描述，一個青銅砧從天空落至地面需要九天九夜的時間，因此連一個客體從地面到地獄也是相同的時間量。

### 刑罰曠野
刑罰曠野（Fields of Punishment）乃是做為懲處在人世間製造大破壞與邪惡罪行的人所提供的一個空間，特別懲治那些對於神明不敬之罪人。

### 水仙平原
水仙平原（Fields of Asphodel）是屬於那些沒有犯上任何顯著重大罪過的普通或者是平凡之靈魂的空間，然而同樣的他們也沒有實行任何高尚偉大或是受人們讚譽之功績來保證他們可以被允許前往至福樂土。那處是平凡靈魂的地方，不屬於冥界任何場域。

### 哀悼原野
在《埃涅阿斯紀》中紀載，哀悼原野（Mourning Fields or Lugentes Campi，漢譯名稱還有：哀悼之地、哀悼场、哀伤的原野、伤心之原）是冥界中為那些在世間因單相思、遭受到殘酷的愛情無法放下，進而戕害自己生命的靈魂所保留的一個場域，在此處那些亡靈漫步在看不到的路徑上，或者是在黑暗陰鬱的桃金孃樹林中徘徊著：即使處在死亡中，他們依然沒有忘卻很久以前的悲傷。而維吉爾此書提到關於此處所駐留的亡靈有：狄多（Dido）、淮德拉（Phaedra）、普洛克里斯（Procris）、厄里菲勒（Eriphyle）、帕西淮（Pasiphaë）、厄瓦德涅（Evadne）、拉俄達彌亞（Laodamia），還有凯涅厄斯（Caeneus）。

### 至福樂土（音譯為埃律西翁）
至福樂土，在英文的文獻中有使用Elysium，並且英文也常常名之為Elysian Fields或者Elysian Plain。希臘神話中，Elysium最初就是表示樂土的意思，這樂土的宗教觀是傳自米諾斯宗教（Minoan religion）。至福樂土是特別為了在世間擁有優秀、卓越表現之人所屬的空間。祂是由冥界判官拉達曼迪斯所管轄得，還有居住於此的靈魂他們擁有一個個安祥且悠閒的來生加上毋須勞役。這裡唯有半神、英雄和道德崇高的人才被准許進入的境界。
從荷馬的著作中的描述，至福樂土是一個完美又幸福的國度，祂位於大地的盡頭，在大洋河（或譯為俄刻阿諾斯河）的河岸。

### 神佑群嶼（或譯為幸福諸島）

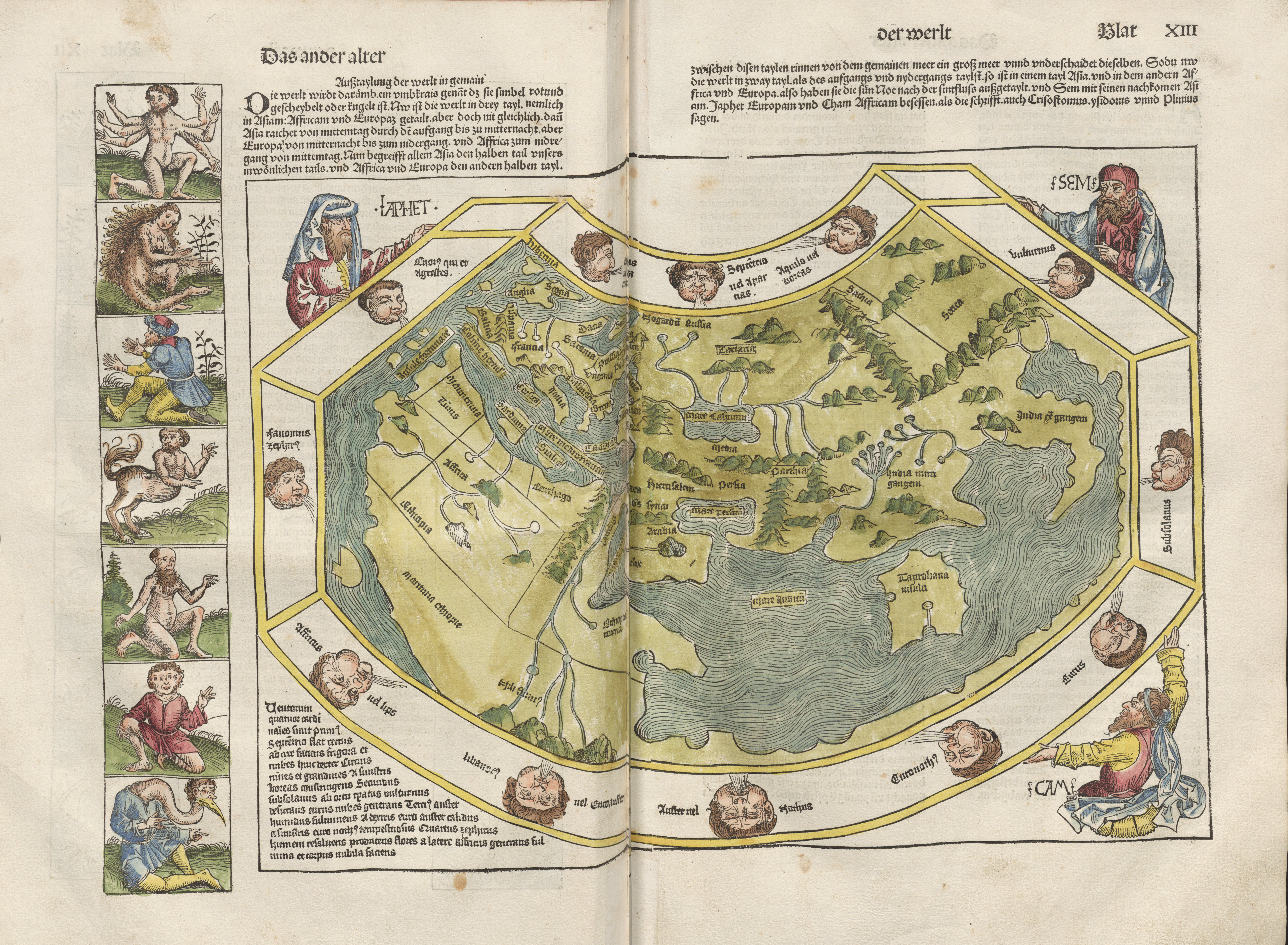
舍德尔（Schedel），1493年。

神佑群嶼（Isles of the Blessed）是位於至福樂土範圍內的小群島。

## 冥界神靈

### 黑帝斯
又稱哈迪斯、哈帝斯，提坦神克洛諾斯與瑞亞的長子；天神宙斯的兄長，祂乃是冥界之中的希臘神明，也就是冥王。

### 波瑟芬妮
主神宙斯和農業之神狄蜜特的女兒，冥界之神黑帝斯的妻子。

### 黑卡蒂

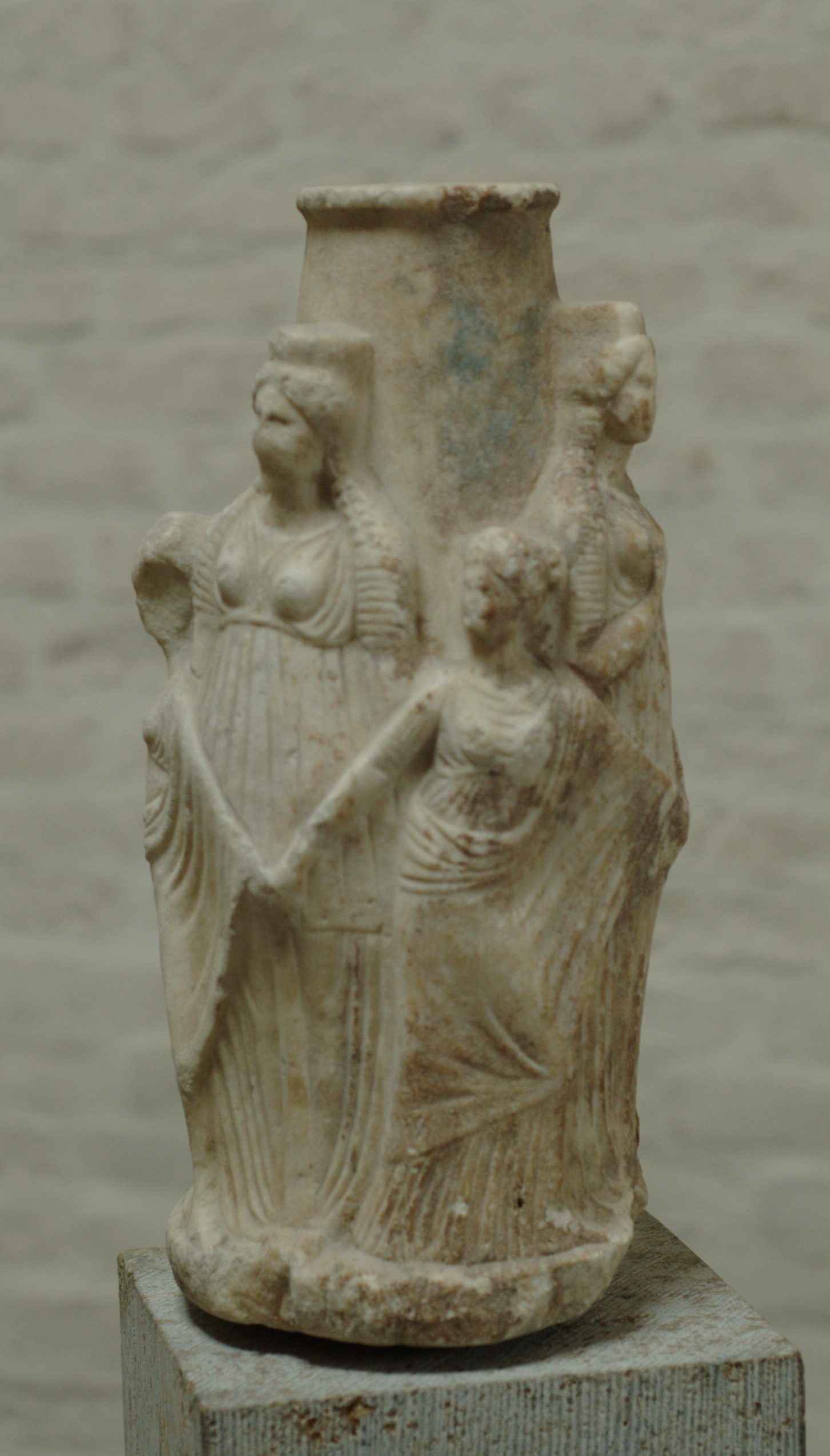
一尊三面式黑卡蒂女神與卡里忒斯，西元前三世紀，阿提卡地區（現今珍藏於慕尼黑古代雕塑展覽館）

黑卡蒂是與十字路口、入口通道、犬類、燈光、月亮、魔法、巫術、草藥和有毒植物的知識、招魂術，以及妖術有著不同的關聯。

### 厄里倪厄斯

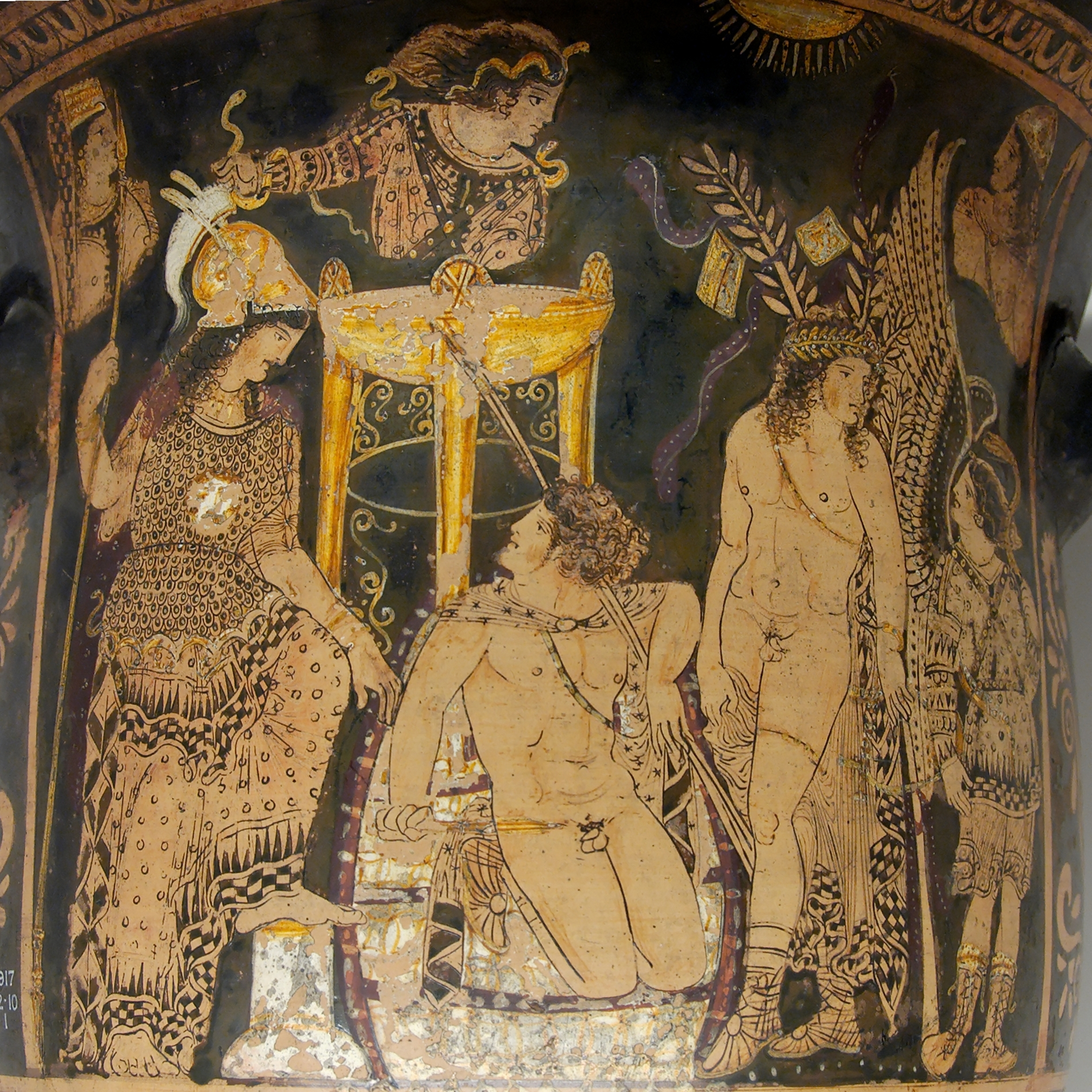
位於德爾斐的俄瑞斯忒斯（中央下跪者）。在他兩側是雅典娜與阿波羅（頭戴月桂冠），在當中阿波羅為了庇護俄瑞斯忒斯，正在規勸最右側的厄里倪厄斯。位於中央三足祭器上方則又是另一位厄里倪厄斯，雅典娜女神左上方是克呂泰涅斯特拉而右上方則為赫耳墨斯－帕埃斯坦（Paestan）紅彩钟形双耳喷口杯（bell-krater），約西元前330年。

厄里倪厄斯（也稱為孚里斯）是與亡者靈魂以及針對世界的自然秩序進行罪愆索報有關連的三位女神。祂們三位女神包含了阿萊克托、墨蓋拉，以及提西福涅。
他們是特別關注著世間子女對於他們的父母所犯下的罪行，像是弒母、弑父，以及忤逆的行為。祂們能夠對在世的殺人犯令其造成瘋狂，或者如果有一個國家、城邦窩藏著這樣的罪犯，厄里倪厄斯將會給這國家造成飢荒和疾病。厄里倪厄斯是讓陽世之人所畏懼著乃因為祂們體現出蒙受冤屈、被委屈、被伤害人士們對於違法犯罪者進行索報。通常希臘人會對厄里倪厄斯舉行“撫慰的奠祭（soothing libations）”以安撫祂們乃為了不引起厄里倪厄斯的憤怒，並且總的來說厄里倪厄斯收受了比其他冥界的神祇更多的奠祭和祭品。厄里倪厄斯是被（古希臘人）描繪成醜陋和擁有雙翼的婦女連同祂們的身體纏繞著蛇。

### 赫耳墨斯

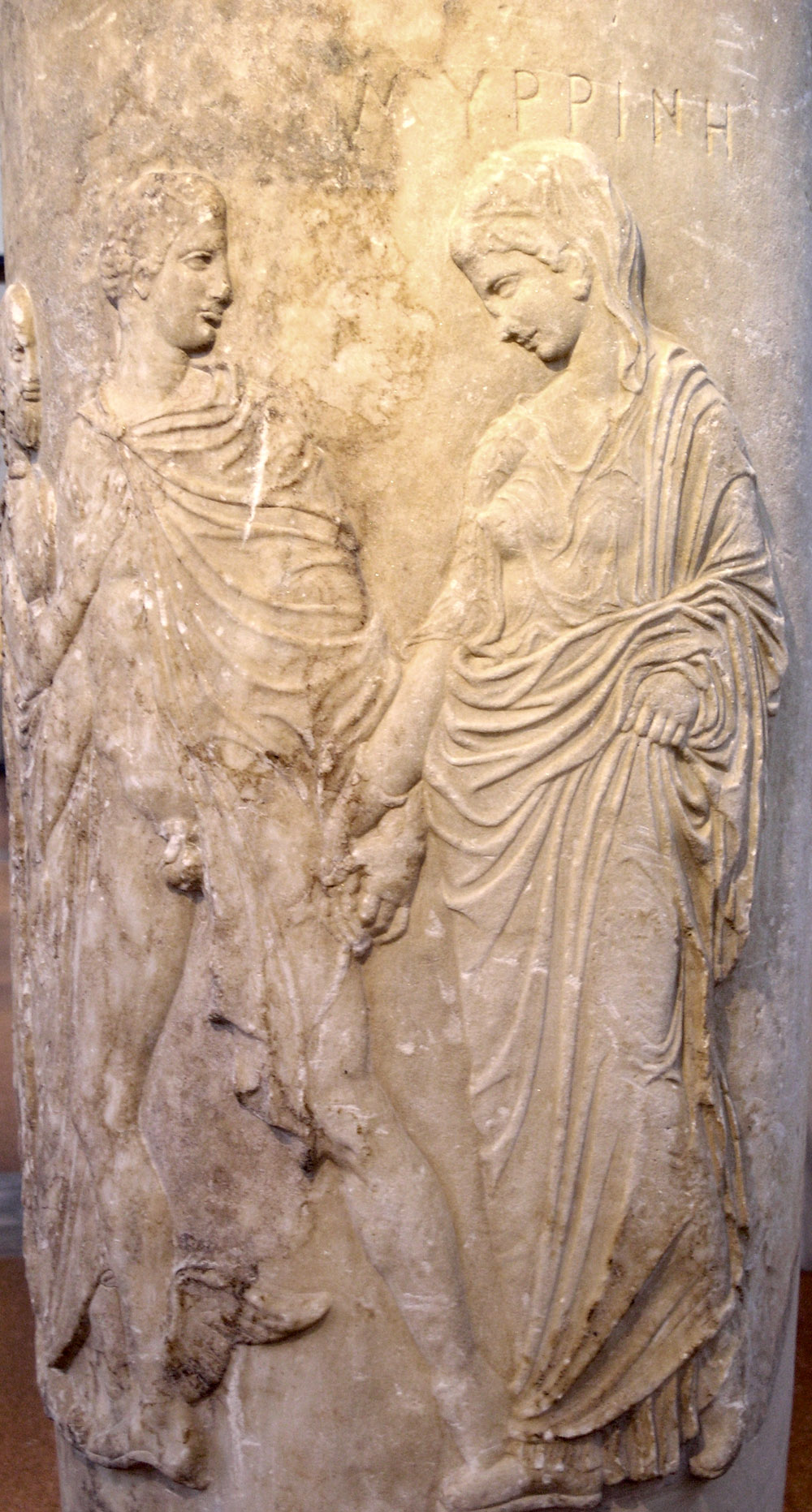
位於雅典所的出土由一只雕刻在陪葬的橄欖油瓶上的浮雕：赫耳墨斯作為普緒科蓬波斯或普緒科蓬（Psychopompos or Psychopomp）引導著已故之人，蜜麗奈（Myrrhine），至冥府，約西元前430年～約西元前420年（雅典國家考古博物館）。

雖然赫耳墨斯本來就不是居住在冥界並且通常不與冥界相關聯，但祂是把亡者的靈魂帶到冥界的使者。在這層意義上，祂還被稱為赫耳墨斯·普緒科蓬波斯（Hermes Psychopompos）並攜帶著他公平的黃金杖，祂能夠引導著亡者到達他們新的歸宿（冥府）。祂也受著垂死之人所呼喚著來協助他們逝去－有些人呼喚著祂來到取得無痛的逝去或者是能夠死於他們認為他們將要往生的時間和地點。

### 冥界的審判法官

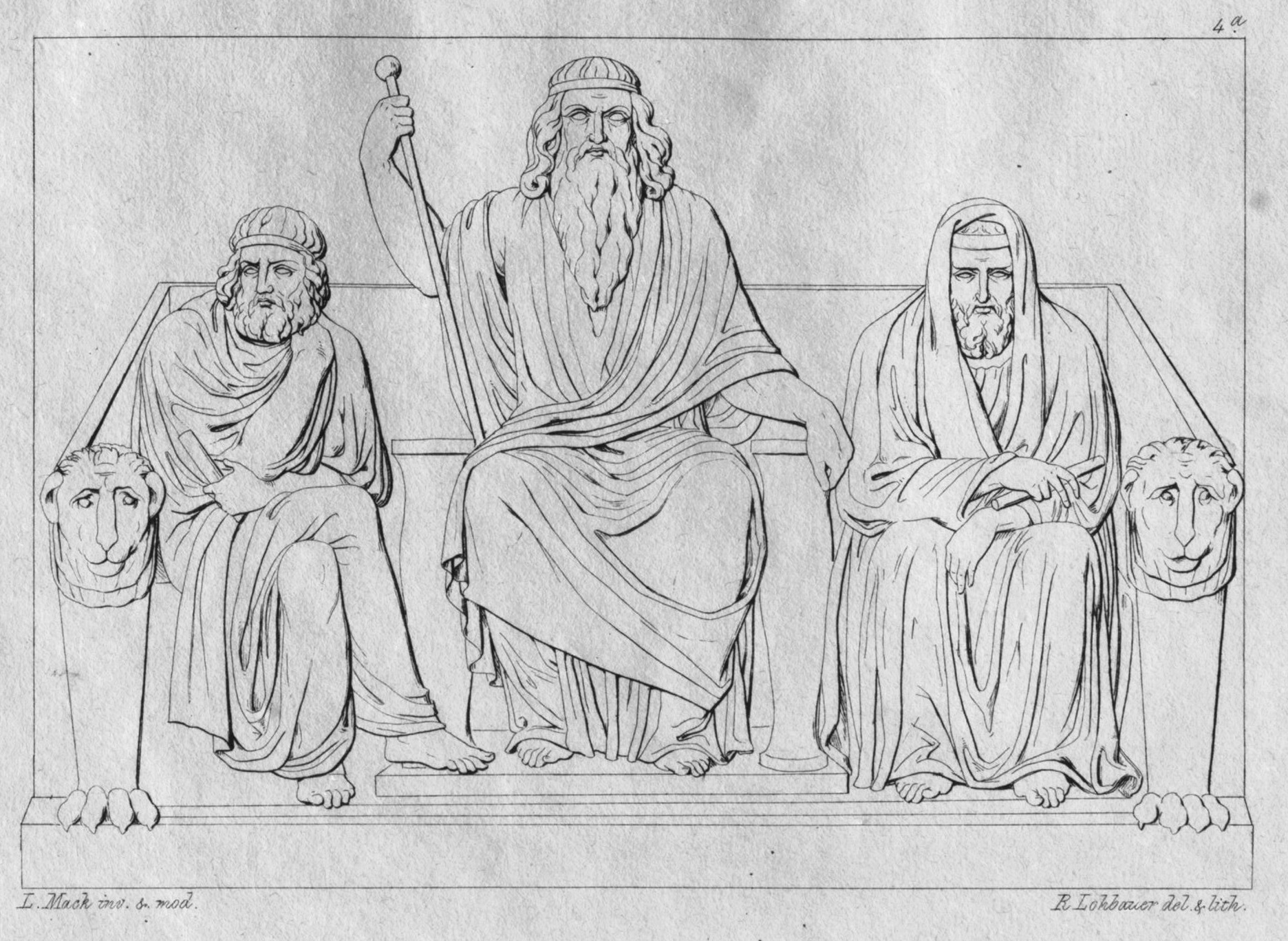
冥界亡者審判官米諾斯，艾亞哥斯以及拉達曼迪斯。
（路德維格·馬克〔Ludwig Mack〕：冥界，1826年繪製）

米諾斯、拉達曼迪斯，以及艾亞哥斯為亡者的審判官。祂們審判著已故之人生前的所作所為並且創造出治理冥界的法律。然而，毫無任何法律為死者的靈魂提供了純粹的正義，並且死者沒有獲得遵循著祂們的獎勵、酬報或者是懲罰放蕩的行為。
艾亞哥斯是冥界之鑰的守護者以及歐洲地區之人的審判官。拉達曼迪斯為至福樂土的君主以及亞洲地區之人的審判官。米諾斯為最終表決的審判官。

### 卡戎

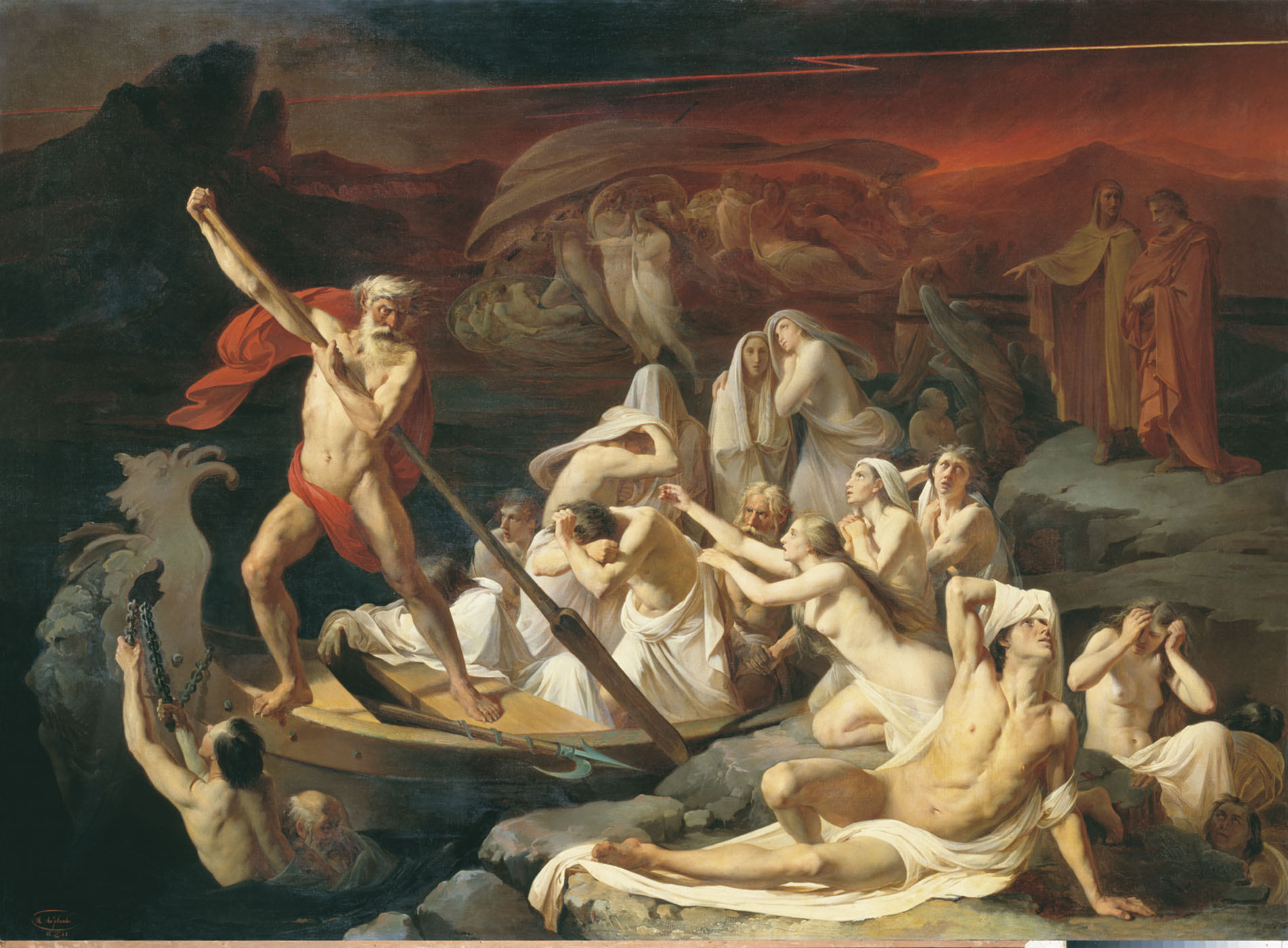
一幅十九世紀由亞歷山大·利托夫琴科所繪油畫──卡戎渡口的解析。

卡戎是冥界中冥河擺渡者，在從赫耳墨斯手上接收亡靈之後，祂將會帶領他們橫渡斯堤克斯河以及阿刻戎河兩條冥河而抵達冥界。還有在古希臘的葬禮儀式上，已故之人在當時傳統上其遺體會有一枚歐布（obol）被放置於他們的眼睛或者是他們的舌頭下，如此亡靈他們就可以支付卡戎作為帶著他們橫渡冥河的船資。這個宗教觀傳到伊特拉斯坎民族時，卡戎被認為是可怕的冥河擺渡者－祂揮起著一把錘子並且是鷹鉤鼻、有鬍鬚，以及具有動物的耳朵跟牙齒。在其他早期希臘文的描述中，卡戎僅僅被認為是一名醜陋有鬍鬚伴隨著頭戴圓錐形帽子與身披長袍的男性（冥河擺渡者）。到后来，在更現代的希臘民間傳說之中，祂（卡戎）被認為更加的像天使一般。然而，卡戎依然被認為是可怕的冥河擺渡者，因為祂的職責是帶領者亡靈們抵達冥界，也因此並沒有任何人能夠說服祂把亡靈遣送回陽間。

### 刻耳柏洛斯

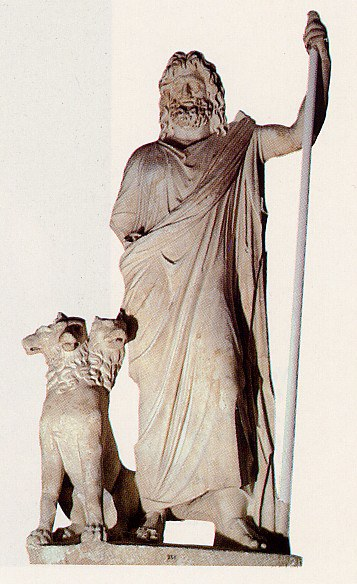
陪伴在黑帝斯身旁的刻耳柏洛斯。

刻耳柏洛斯，或者稱為“地獄獵犬”，乃是黑帝斯魁偉的多頭（通常是三個頭）犬，關於有些描述是說牠也有一個蛇頭的尾巴以及許多蛇頭位在牠的脊背並且作為牠的鬃毛。乃由厄客德娜和堤豐所生，刻耳柏洛斯是擔任著冥界入口大門的守衛。刻耳柏洛斯的職責是防止已故之人從冥界逃離開來。
赫拉克勒斯曾經一度向黑帝斯借出刻耳柏洛斯作為赫拉克勒斯的豐功偉蹟之最後任務。俄耳甫斯曾經一度以他優雅的音樂令刻耳柏洛斯平靜地睡著了。

### 塔納托斯
希臘神話中的死神，睡神許普諾斯的孿生兄弟，其母為黑夜女神妮克斯。

### 墨利诺厄
墨利诺厄是屬於地府的寧芙援引在《奧菲斯讚美詩》的一個篇章中並且慰抚著正產生了夢魘和精神錯亂的人。祂也可能是從安納托利亞少數幾個銘文中提到過的神靈，以及祂是出現在與珀耳塞福涅相關聯的青銅片上。關於這部神聖的奧菲斯讚美詩，在學術上無法追溯確定著作的日期但是可能是撰寫於西元二世紀或西元三世紀，乃是名為俄耳甫斯教的秘密宗教的（Orphism）聖儀的典籍。在這部奧菲斯讚美詩之中，墨利诺厄的特質看起來類似於赫卡忒以及厄里倪厄斯，並且這名稱有時被認為是赫卡忒的一個别称。在希臘的詩歌之中的表述上墨利诺厄是被描述為典型的月亮女神。

### 妮克斯
希臘神話中是代表黑夜的女神，她是混沌之神卡俄斯的女兒，也是希臘神話中的原始創世神之一。蓋亞的姐妹。

### 艾柯呂斯
艾柯呂斯是苦難和悲傷之象徵的女神，有一說她是妮克斯的女兒。

### 斯堤克斯
斯堤克斯是與其中一條冥河（斯堤克斯河）同名的女神。有關祂紀載的神話傳說並不多，但是祂居住在冥界。

### 歐羅尼穆斯
歐羅尼穆斯是冥界的代蒙之一，祂專門吃掉所有眾生的屍體，並且只留下他們的骨頭。

## 神話和故事

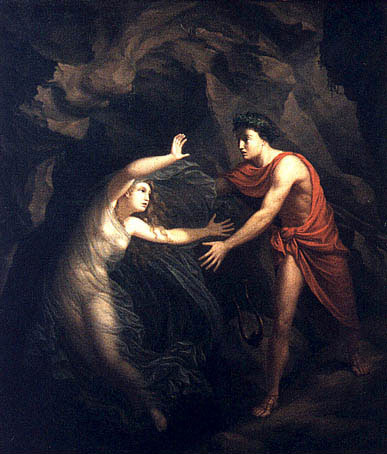
克里斯汀·戈特利布·克拉特齐斯坦，《奧菲斯與歐律狄刻》（Orpheus and Eurydice），1806年, 哥本哈根，新嘉士伯美術館。

### 俄耳甫斯
俄耳甫斯，乃是一位幾乎擁有超自然能力的詩人與音樂家，他的音樂能令任何人深深受到感動，作為一名在世的阳人降臨於冥界來挽回他已逝的妻子歐律狄刻，歐律狄刻是在她與奧菲斯的婚禮上遭到毒蛇所噬咬之後而亡故，之後他以琴弦技巧和歌聲說服珀耳塞福涅允許讓他和他的妻子回到陽世 
，但必須遵循一個條件——「奧菲斯不能在離開冥界的過程中轉過身來看在他後方的歐律狄刻」，然而當奧菲斯要抵達陽世入口時，他便高興的轉過身渴望看看他美麗的妻子，結果只有看到她的妻子隱約消失地退回冥界之中，他也被禁止再一次的回到冥界，最後他傾盡生命向鳥類與山脈演奏著他的音樂。